# Пхетхонтхан Чинават
Пхетхонтхан (Петонгтан) Чинават (тай. แพทองธาร ชินวัตร; нар. 21 серпня 1986) — тайська політикиня та бізнесвумен, прем'єр-міністр Таїланду з 2024 року. Вона також очолює Партію Пхеу Тай з 2023 року. Як наймолодша дочка колишнього прем'єр-міністра Таксина Шинаватри, який був при владі з 2001 по 2006 рік, і племінниця Інглак Шинаватри, яка обіймала цю посаду з 2011 по 2014 роки, Пхетхонтхан стала наймолодшою особою в історії Таїланду на посаді прем'єр-міністра і другою жінкою на цій посаді.

## Раннє життя та освіта
Пхетхонтхан Шінаватра, народжена 21 серпня 1986 року в Бангкоку, має псевдонім Унг Ін (тай. อุ๊งอิ๊ง). Вона здобула освіту в Середній школі Святого Йосипа, а потім у школі Mater Dei. Здобула бакалаврат з політології, соціології та антропології на факультеті політології Чулалонгкорнського університету в 2008 році. Після цього Пхетхонтхан продовжила освіту у Великобританії, де здобула ступінь магістра з міжнародного управління готельним бізнесом у Університеті Суррея.

## Бізнес-кар'єра
Пхетхонтхан Шінаватра володіє значною часткою акцій SC Asset Corporation та обіймає посаду директора в Thaicom Foundation. За даними на 2022 рік, вона є власницею 21 компанії з загальною оціночною вартістю приблизно 68 мільярдів тайських батів (еквівалентно близько 2 мільярдів доларів США).

## Політична кар'єра

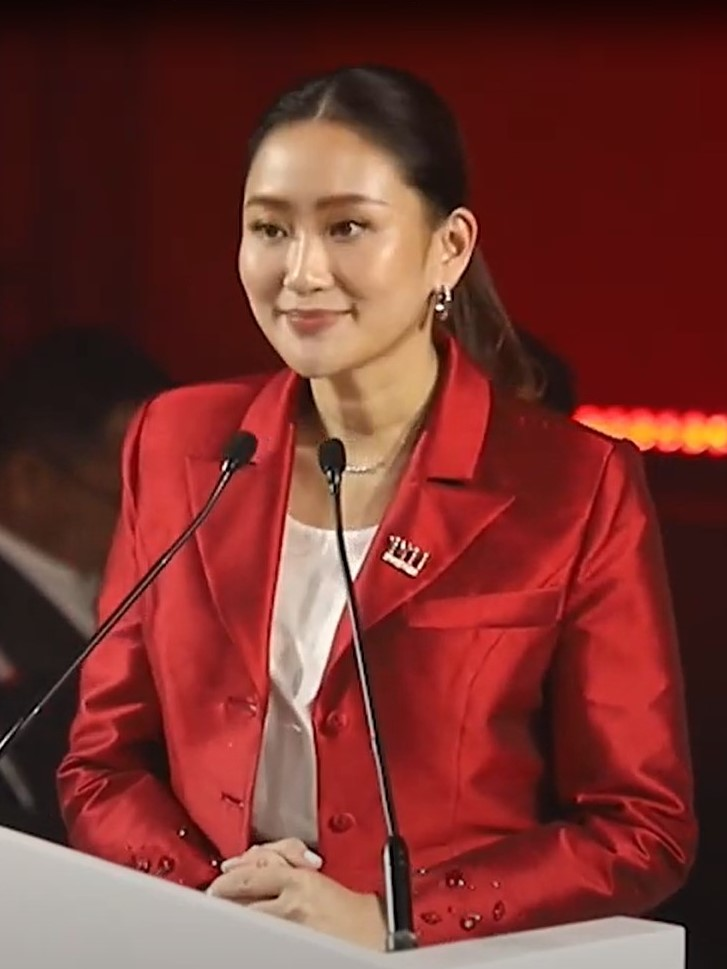
Паетонгтарн Чинават під час виступу після обрання лідером партії Pheu Thai

На зборах партії Pheu Thai 20 березня 2022 року Пхетхонтхан була обрана «головою сім'ї Pheu Thai». Під час її виступу на щорічних загальних зборах партії у квітні того ж року, Пхетхонтхан висловила своє бажання побачити зміни в політичному режимі Таїланду і зазначила, що прагне набути більше досвіду перед тим, як балотуватися на посаду прем'єр-міністра країн.
За результатами опитувань, Пхетхонтхан вийшла на передові позиції серед кандидатів на посаду прем'єр-міністра Таїланду. У квітні 2023 року її офіційно висунули однією з трьох кандидатів на цю посаду від партії Pheu Thai на майбутніх загальних виборах, разом з Среттою Тавісіном і Чайкасемом Нітісірі.
Після виборів у травні 2023 року партія Pheu Thai посіла друге місце в Палаті представників, поступившись партії «Рух вперед». Пхетхонтхан висловила розчарування з приводу того, що їхня партія не змогла вийти на перше місце, як було заплановано, але заявила про готовність співпрацювати з «Рухом вперед» та іншими політичними силами для формування коаліції. Однак, після того як Pheu Thai вийшла з меморандуму про взаєморозуміння з «Рухом вперед» щодо формування уряду, 9 серпня Пхетхонтхан разом з лідерами Pheu Thai відвідали офіси сусіднього Thai Summit Tower для переговорів про підтримку їхнього кандидата в третьому турі голосування на посаду прем'єр-міністра. Наступного дня вона інформувала лідерів «Руху вперед», що необхідно залучити до коаліції партію Palang Pracharath під керівництвом генерала Правіта Вонгсувана. Це призвело до відмови «Руху вперед» підтримати кандидата від Pheu Thai через шість днів. Після тривалих дебатів парламент Таїланду обрав Сретту прем'єр-міністром.
13 вересня 2023 року, на першому засіданні 63-го кабінету міністрів Таїланду, прем'єр-міністр Сретта Тавісін запропонував створення Національного комітету зі стратегії м'якої влади, призначивши Пхетхонтхан Шинаватру заступником голови. Пізніше, 3 жовтня, Сретта додатково висунув Пхетхонтхан на посади голови Національного комітету з розвитку м'якої сили та члена Комітету з організації святкувань 72-ї річниці короля Ваджиралонгкорна, яке має відбутися 28 липня 2024 року. Згодом, 7 жовтня, вона також отримала призначення на посаду заступника голови Комітету з розвитку національної системи охорони здоров'я.
27 жовтня 2023 року Пхетхонтхан була обрана основними членами PTP під час загальних зборів, що відбулися в головному офісі партії, щоб стати новим лідером партії, отримавши 289 голосів при одному, що утримався.

### Прем'єр-міністр
Після усунення Среттхи з посади прем'єр-міністра Конституційним судом Таїланду 14 серпня 2024 року Pheu Thai висунув кандидатуру Пхетхонтхан на його місце. Її кандидатуру було схвалено парламентом 16 серпня після того, як інші партії в правлячій коаліції не назвали альтернатив, що зробило її наймолодшою людиною та другою жінкою, яка стала прем'єр-міністром Таїланду.

## Політичні позиції

### Соціальні питання
Пхетхонтхан соціально ліберальна у більшості питань. Вона підтримує права ЛГБТ і відвідала Бангкокський прайд-парад у 2023 році разом із Пітою Лімджароенратом з MFP. Крім того, вона підтримує перепис конституції та скасування військового призову. Однак вона виступає проти внесення поправок у закони Таїланду про образу величності. Як і її партія, Петонгтарн підтримує суворіший контроль над наркотиками та жорсткіші заходи проти злочинності.
Хоча Пхетхонтхан і PTP пообіцяли не формувати уряд із пов'язаними з військовими партіями, такими як United Thai Nation і Palang Pracharath, уряд під керівництвом PTP складався з обох партій, що викликало широку критику.

### Економіка
В інтерв'ю FAROSE 2023 року Пхетхонтхан назвала себе «соціально-ліберальною капіталісткою». Пхетхонтхан заявила, що її партія та Сретта Тавісін хочуть зосередитися на питаннях сільського господарства та покращенні економіки. Вона підтримує «капіталізм із співчуттям» разом із поступовим підвищенням мінімальної зарплати та впровадженням схеми «цифрового гаманця» на 10000฿.
У травні 2024 року Пхетхонтхан сказав членам партії на заході, що відбувся в штаб-квартирі Pheu Thai, «Закон, який утримує Банк Таїланду (BoT) незалежним від уряду … є проблемою та значною перешкодою у вирішенні економічних проблем», посилаючись на високу за десятиліття відсоткову ставку в 2,50 %, що, на думку Сретти Тавісін, завдало шкоди малому бізнесу та зусиллям уряду, спрямованим на стимулювання економіки, яка, за його словами, перебуває в кризі. Пхетхонтхан сказав, що монетарна політика BoT «відмовляється розуміти та співпрацювати» і перешкоджатиме зусиллям зі скорочення високих рівнів боргу.

## Особисте життя
Вона одружена з Пітакою Суксаватом, тайським бізнесменом, наразі заступником головного інвестиційного директора Rende Development Co., Ltd. і член правління Thaicom Foundation.
У Пітака та Пхетхонтхан є одна донька, Тітара Суксават, яка народилася 10 січня 2021 року, і один син, Фруттасін Суксават, який народився 1 травня 2023 року, напередодні загальних виборів того ж місяця.

## Нагороди
- Таїланд
  -  2005 — Орден Найвищої Пошани Дірекгунабхорна, 6-й клас, Золота Медаль (G.M.T.)[32]